# Kiss My Lips
Kiss My Lips là album phòng thu tiếng Hàn thứ tám của nữ ca sĩ-nhạc sĩ người Hàn Quốc, BoA. Album được phát hành vào ngày 12 tháng 5 năm 2015.
Album đánh dấu sự trở lại sau quãng thời gian nghỉ ngơi kéo dài gần 3 năm của BoA tại thị trường quê nhà Hàn Quốc sau khi album "Only One" phát hành năm 2012.
Album bao gồm 12 ca khúc được sáng tác, viết lời, và sản xuất bởi chính BoA, kết hợp cùng các nhà sản xuất nổi tiếng trên thế giới, như: The Stereotypes, Andreas Oberg, The Underdogs, Tiffany Fred, Patrick J. Que Smith, Dewain Whitmore,...

## Đĩa đơn
Who Are You
Đĩa đơn mở đường cho album mang tên "Who Are You" được phát hành ngày 5 tháng 5 năm 2015. Ca khúc có sự kết hợp của rapper Gaeko đến từ nhóm Dynamic Duo. Ngay sau khi được phát hành, ca khúc lập tức nhận được phản hồi tích cực từ công chúng, đạt all-kill và liên tục trụ hạng tại top đầu các bảng xếp hạng tại Hàn Quốc.
Nội dung lời bài hát nói về sự phấn khích, nôn nóng của một đôi nam nữ chuẩn bị tới xem mặt. MV của ca khúc có sự tham gia diễn xuất của nữ diễn viên Kim Hyun-jin và thành viên nhóm nhạc EXO, Oh Sehun.
Kiss My Lips
Ca khúc chủ đề của album mang tên "Kiss My Lips" được phát hành ngày 12 tháng 5 năm 2015.
Nội dung ca khúc nói về sự đam mê đắm say của một người phụ nữ trong tình yêu. MV của ca khúc thể hiện vẻ đẹp quyến rũ trưởng thành của BoA trong các căn phòng và phần vũ đạo uyển chuyển, dứt khoát, khỏe khoắn kết hợp cùng 6 nữ vũ công và những chiếc quạt lông vũ màu xanh lớn trên nền màn hình điện tử.

## Danh sách bài hát
| STT              | Nhan đề                                           | Sáng tác                                                           | Sản xuất                                                           | Thời lượng |
| ---------------- | ------------------------------------------------- | ------------------------------------------------------------------ | ------------------------------------------------------------------ | ---------- |
| 1.               | "Kiss My Lips"                                    | Boa Kwon, Jonathan Yip, Jeremy Reeves, Ray Romulus, Ray McCullough | Boa Kwon, Jonathan Yip, Jeremy Reeves, Ray Romulus, Ray McCullough | 3:46       |
| 2.               | "Who Are You" (kết hợp với Gaeko của Dynamic Duo) | Kwon, Gaeko                                                        | Shaun                                                              | 3:43       |
| 3.               | "Smash"                                           | Kwon, Taesung Kim, Jake K, Andreas Oberg                           | Shaun                                                              | 2:33       |
| 4.               | "Shattered"                                       | Kwon, The Underdogs, Mike Daley, Andrew Hey, Tiffany Fred          | Kwon, The Underdogs, Mike Daley, Andrew Hey, Tiffany Fred          | 3:55       |
| 5.               | "Fox"                                             | Kwon                                                               | David Choi, Shaun                                                  | 3:58       |
| 6.               | "Double Jack" (kết hợp với Eddy Kim)              | Kwon, ZigZag Note                                                  | ZigZag Note                                                        | 3:46       |
| 7.               | "Home"                                            | Kwon, The Underdogs, Patrick J. Que Smith, Fred, Dewain Whitmore   | Kwon, The Underdogs, Patrick J. Que Smith, Fred, Dewain Whitmore   | 3:36       |
| 8.               | "Clockwork"                                       | Kwon                                                               | Hyun Hwang                                                         | 3:55       |
| 9.               | "Love and Hate"                                   | Kwon, Kim, Oberg                                                   | Kwon, Kim, Oberg                                                   | 4:04       |
| 10.              | "Green Light"                                     | Kwon                                                               | ZigZag Note                                                        | 4:00       |
| 11.              | "Hello"                                           | Kwon                                                               | Jaeil Jung                                                         | 4:20       |
| 12.              | "Blah"                                            | Kwon                                                               | Command Freaks                                                     | 3:38       |
| Tổng thời lượng: | Tổng thời lượng:                                  | Tổng thời lượng:                                                   | Tổng thời lượng:                                                   | 45:20      |

## Phát hành
| Nơi phát hành | Ngày                | Định dạng             | Hãng đĩa         |
| ------------- | ------------------- | --------------------- | ---------------- |
| Hàn Quốc      | 12 tháng 5 năm 2015 | Tải về kĩ thuật số CD | SM Entertainment |
| Toàn thế giới | 12 tháng 5 năm 2015 | Tải về kĩ thuật số    | SM Entertainment |